# ヘルマン・ペッセージャ
ヘルマン・アレホ・ペッセージャ（Germán Alejo Pezzella、1991年6月27日 - ）は、アルゼンチン・バイアブランカ出身のサッカー選手。アルゼンチン・プリメーラ・ディビシオン・リーベル・プレート所属。アルゼンチン代表。ポジションはDF。

## 経歴

### クラブ
2005年、14歳でCAリーベル・プレートの下部組織に入団。2011年12月7日、コパ・アルヘンティーナのデフェンッソール・デ・ベルグラーノ戦でトップチームデビュー。2012年9月2日のCAコロン戦でプロ初ゴール。
2015年7月10日、レアル・ベティスに移籍、5年契約を結んだ。2017年8月19日、ACFフィオレンティーナにレンタル移籍。2017-18シーズン終了後、移籍金1100万ユーロでフィオレンティーナに完全移籍し2021-22シーズンまでの契約を結んだ。2021年8月19日、ペッセージャは4年契約を結び、ベティスに復帰した。 2024年8月5日、ペッセージャは9年ぶりにリーベル・プレートに復帰した。

### 代表
各年代でアルゼンチン代表に選出されている。
2018年5月、2018 FIFAワールドカップに向けた暫定登録メンバー35人の一人に選ばれたが、最終登録メンバーからは外れた。

## 代表歴
- アルゼンチンU-20
  - トゥーロン国際大会2009
  - 南米ユース選手権2011
  - 2011 FIFA U-20ワールドカップ
- アルゼンチンU-23
  - 2011年パンアメリカン競技大会
- アルゼンチン
  - コパ・アメリカ2019
  - コパ・アメリカ2021
  - 2022 FIFAワールドカップ
  - コパ・アメリカ2024

### 試合数
- 国際Aマッチ 39試合 3得点（2017年-）[7]

| アルゼンチン代表 | 国際Aマッチ | 国際Aマッチ |
| 年               | 出場        | 得点        |
| ---------------- | ----------- | ----------- |
| 2017             | 2           | 0           |
| 2018             | 4           | 1           |
| 2019             | 10          | 1           |
| 2020             | 0           | 0           |
| 2021             | 10          | 0           |
| 2022             | 9           | 0           |
| 2023             | 4           | 1           |
| 2024             |             |             |
| 通算             | 39          | 3           |

## タイトル

### クラブ
リーベル・プレート
- プリメーラ・ディビシオン: 2013-14
- コパ・カンペオナート: 2013-14
- プリメーラB・ナシオナル: 2011-12
- コパ・リベルタドーレス: 2015
- コパ・スダメリカーナ: 2014
- レコパ・スダメリカーナ: 2015

レアル・ベティス
- コパ・デル・レイ: 2021-22

### 代表
アルゼンチン代表
- コパ・アメリカ: 2021,2024
- FIFAワールドカップ: 2022
- CONMEBOL-UEFAカップ・オブ・チャンピオンズ: 2022